# Henrik Brodin
Henrik Brodin, född 1964 i Stockholm är en svensk trumslagare och affärsman. 
Tillsammans med sin äldre bror Anders Brodin bildade han 1979 bandet Brända barn som blev ett ledande band på Sundsvalls punkscen men senare även började bli populärt i hela Sverige innan det upplöstes 1984. Henrik Brodin har under alla år bott kvar i Sundsvall där han efter Brända Barns upplösning under en period jobbade som säljare och försäljningschef på Pripps, köpte och drev stadshotellet i grannstaden Hudiksvall där han även ansvarade för stadsfesten, grundade Gellivare bryggeri, var anställd som VD på Zeunerts och som regiondirektör på Manpower i fyra år. Är idag konsult och företagsmäklare. Har på senare år även börjat handla med fastigheter i bl.a. Thailand. Enligt egna uppgifter (i intervjuer) spelar han idag endast trummor vid sporadiska återbildningar av Brända Barn (1987, 1991, 1999, 2003 och 2013).